# Sónia Tavares
Sónia Tavares (Alcobaça, 11 de Março de 1977) é uma cantora portuguesa, vocalista da banda The Gift de Alcobaça. Para além dos The Gift, Sónia tem vindo a colaborar com diversos músicos e projectos do panorama musical português, como os Cool Hipnoise, Rodrigo Leão e o projecto Hoje.

## Biografia
Em 2000 Sónia e Nuno Gonçalves, participam em várias apresentações ao vivo do álbum de Rodrigo Leão, Alma Mater, onde interpretam o tema "A Casa", originalmente interpretado por Adriana Calcanhotto.
Participa, também, no mesmo ano, numa das versões de "Dama Dada" dos Cool Hipnoise. Em 2001 é lançado o disco ao vivo Pasión de Rodrigo Leão. Colabora mais tarde, em três canções do álbum Cinema de Rodrigo Leão, de 2004.
Em 2008, Sónia Tavares fez a capa da edição de Outubro da revista gay portuguesa Com' Out, com figura andrógina - a figura do Joker.
Em 2009 faz parte do projecto Hoje, no qual dá voz a fados de Amália Rodrigues.
No final de 2011, é anunciada a gravidez de Sónia, fruto da sua relação com Fernando Ribeiro.
Em 2013, integra como jurada o programa de talentos musicais da SIC, Factor X.
Em 2014 a cantora cria o projeto «My Vintage Room», uma loja online para vender roupa vintage, que tem à venda roupa em segunda mão e acessórios das décadas de 40, 50 e 60.
Em 2020 e 2021, foi "investigadora" nas duas temporadas do programa A Máscara da SIC.
Em 2023 integra o painel de mentores do The Voice Portugal, na RTP1.

## Vida pessoal
É casada desde 2011 com Fernando Ribeiro, vocalista da banda Moonspell. Têm um filho, Fausto, nascido em 17 de Abril de 2012, e vivem em Alcobaça.

## Discografia

### ComThe Gift
- 1997 - Digital Atmosphere (demo, sem versão comercial)
- 1998 - Vinyl
- 2001 - Film
- 2004 - AM-FM
- 2006 - Fácil de Entender
- 2011 - Explode
- 2012 - Primavera
- 2015 - 20
- 2017 - Altar
- 2019 - Verão
- 2022 - Coral

### SemThe Gift
- 2000 - Cool Hipnoise- Música Exótica para filmes, rádio e televisão

Tema: Dama Dada (Sónia)
- 2001 - Rodrigo Leão- Pasión

Temas: A Casa
- 2004 - Rodrigo Leão- Cinema

Temas: L'inspecteur, Deep Blue e Happiness.
- 2009 - Hoje- Amália Hoje

Temas: Gaivota, Fado Português, Medo, Foi Deus, Soledad
Televisão
| Ano         | Canal | Programa              | Notas  |
| ----------- | ----- | --------------------- | ------ |
| 2013 - 2014 | SIC   | Factor X 1            | Jurada |
| 2014        | SIC   | Factor X 2            | Jurada |
| 2020        | SIC   | A Máscara 1           | Jurada |
| 2021        | SIC   | A Máscara 2           | Jurada |
| 2021 - 2022 | SIC   | A Máscara 3           | Jurada |
| 2023 - 2024 | RTP1  | The Voice Portugal 11 | Jurada |